# Max Gros-Louis
Pour les articles homonymes, voir Gros-Louis.
Max Gros-Louis ou Oné Onti, né le 6 août 1931 à Wendake et mort le 14 novembre 2020 à Québec, est un homme politique huron-wendat. Il est chef de Wendake par intermittence de 1964 à 2008, durant trente-trois ans en tout, et un grand promoteur de la reconnaissance des premières nations en étant cofondateur et membre de plusieurs assemblées des Premières Nations.

## Biographie

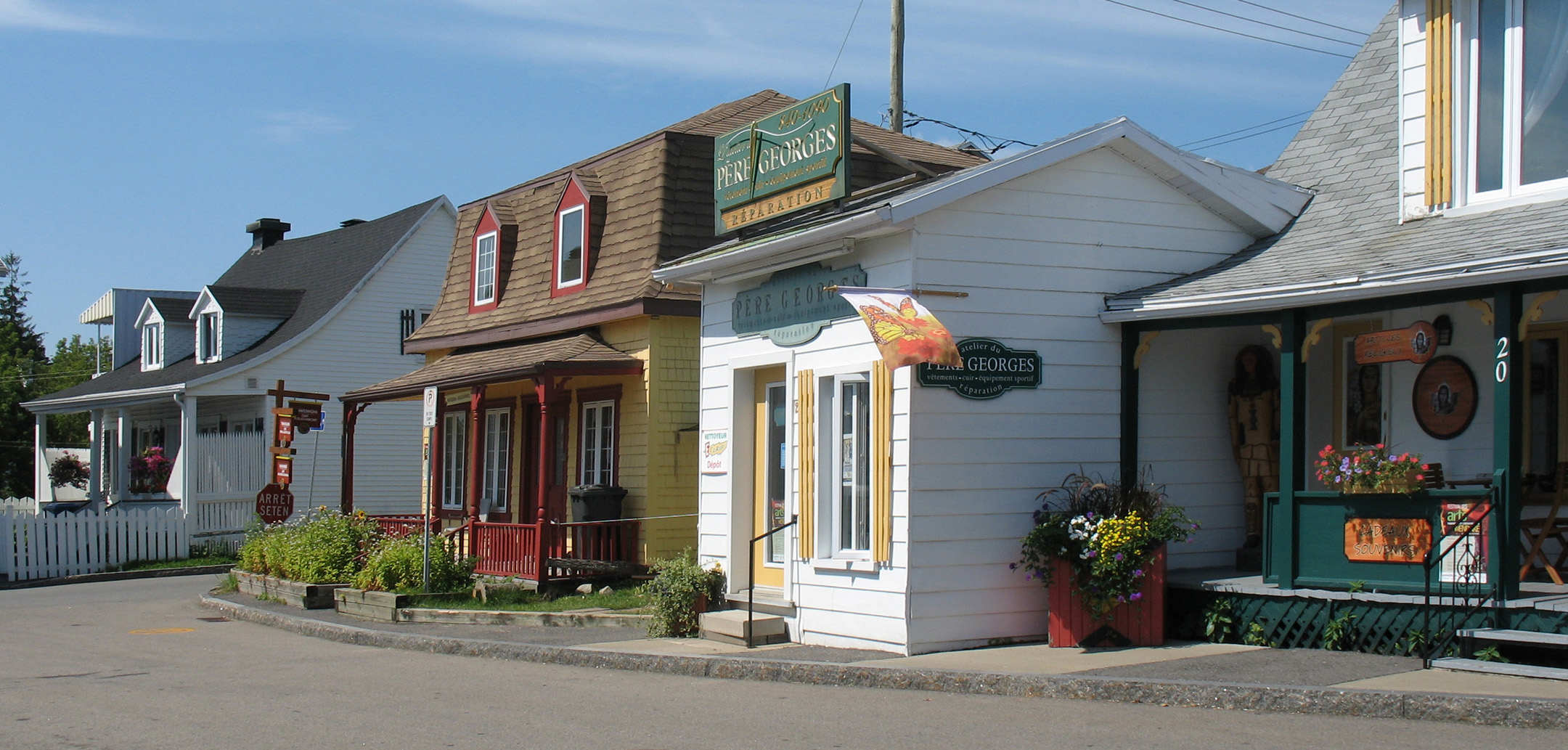
Réserve amérindienne de Wendake

Max Gros-Louis a fréquenté l'école amérindienne du village de la première à la quatrième année et l'Académie de Loretteville jusqu'en neuvième année. Par la suite, il suit des cours d'anglais par correspondance et se spécialise en droit autochtone et ses composantes, telles que la Loi sur les Indiens, la Constitution, le Statut du Québec et les traités. Depuis sa prime jeunesse, Max Gros-Louis est un chasseur, un pêcheur et un trappeur talentueux. Il exerce divers métiers reliés au domaine de l'artisanat amérindien et de la vente au détail. Pendant une dizaine d'années, il est vice-président de l'Association professionnelle des artisans du Québec. 
De 1964 à 1984, il est nommé grand chef de la nation huronne-wendate. En 1984, il se retire de la vie politique. Ce repos est de courte durée : en 1987, il revient à la vie politique et en 1994, il est réélu grand chef de la nation jusqu'à 1996. Il est encore revenu en 2004 comme grand chef, et ce jusqu'en 2008 après sa défaite dans les élections contre Konrad Sioui. 
Max Gros-Louis est surtout connu pour ses engagements comme fondateur et dirigeant d'organismes voués à la culture et aux droits amérindiens : il est tour à tour membre fondateur, vice-président et secrétaire-trésorier de l'Association des Indiens du Québec de 1965 à 1976 ; secrétaire du Conseil consultatif indien pendant cinq ans ; directeur du Conseil international indien (World Assembly of First Nations) pendant trois ans. Il exerce également les fonctions de représentant des Indiens du Québec pour les conférences constitutionnelles canadiennes sur le droit des Autochtones en 1983 et 1987, d'administrateur du Programme de développement économique des Autochtones et de membre du Conseil sur le multiculturalisme. Directeur et vice-chef de l'Assemblée des Premières Nations du Canada pendant dix ans, il est aussi représentant des nations Abénaquis et Huronne-Wendat ainsi que membre de divers comités nationaux de l'Association des Premières Nations. 
Au cours de cette fructueuse carrière, Max Gros-Louis reçoit de nombreux prix et mérites et il préside plusieurs événements politiques, culturels et sportifs. En 1986, il est nommé académicien diplomatique de la paix par l'Organisation mondiale de la presse diplomatique pour ses activités et son dévouement. En 1989, il reçoit la médaille d'or du Mérite et Dévouement français pour les services exceptionnels rendus à la collectivité humaine. Deux ans plus tard, il est reçu chevalier de l'Ordre national du Mérite de France. En 1991, il assiste au conseil national du Parti québécois, premier leader autochtone à assister à un tel conseil. En 1992, il est invité d'honneur pour le lancement, à La Flèche en France, des fêtes du 350e anniversaire du départ des fondateurs de Montréal. Max Gros-Louis participe à de nombreuses émissions d'affaires publiques et culturelles qui l'amènent à rencontrer des personnalités telles que Charles de Gaulle et Jacques Chirac. Il a prononcé des conférences devant plusieurs groupes universitaires tant au Canada qu'à l'étranger et est reconnu comme sage par de nombreuses nations autochtones du Canada. Max Gros-Louis a contribué durant toute sa vie au développement de la culture et des droits autochtones et à leur reconnaissance internationale.
En 2006, Max Gros-Louis a refusé de s'associer aux revendications de la Confédération des peuples autochtones pour les Indiens vivant hors des réserves. Fin 2006, la publication de documents historiques notamment par Le Journal de Montréal a conduit les Indiens, menés par Max Gros-Louis, à formuler de nouveau d'anciennes revendications, notamment sur des terres autour de Sainte-Foy-Sillery et de Loretteville. Max Gros-Louis affirme privilégier la négociation et déclare ne pas avoir l'intention d'exproprier ceux qui se trouvent sur les terres revendiquées par les Amérindiens. 
En février 2007, le chef a été mis en cause à propos du montant de ses indemnités mais il a répondu que ce serait surtout son successeur qui en profiterait. Le 31 octobre 2008, il a été battu aux élections du Grand Chef par Konrad Sioui.
Il meurt le 14 novembre 2020 à l'Hôtel-Dieu de Québec,.

### Honneurs et distinctions
Max Gros-Louis est nommé officier de l'Ordre national du Québec le 15 juin 2011. Il est nommé officier de l'Ordre du Canada en 2016.